# Aleksandar Arabadschiew
Alexandar Stojanow Arabadschijew (bulgarisch Александър Стоянов Арабаджиев, englische Transkription Alexander Stoyanov Arabadjiev; * 18. Dezember 1949 in Blagoewgrad) ist ein bulgarischer Jurist, Richter und Politiker. Er ist seit 12. Januar 2007 Richter am Europäischen Gerichtshof (EuGH).

## Werdegang
Arabadschiew wurde am 18. Dezember 1949 in Blagoewgrad in der damaligen Volksrepublik Bulgarien geboren und besuchte eine englischsprachige Schule. Er studierte an der St.-Kliment-Ohridski-Universität in Sofia Rechtswissenschaften und beendete das Studium im Jahr 1972. 1975 wurde er Richter am Amtsgericht in seiner Heimatstadt Blagoewgrad, 1983 stieg er zum Richter am Blagoewgrader Landgericht auf. 1986 wurde Arabadschiew zum Richter für Zivilrechtssachen am Obersten Gerichtshof Bulgariens ernannt. Von 1991 bis 2000 war Arabadschiew einer der ersten Richter nach dessen Gründung am Verfassungsgericht der Republik Bulgarien und absolvierte dort eine volle neunjährige, nicht verlängerbare Amtszeit als Verfassungsrichter. Zum Verfassungsrichter wurde er dabei von der Judikative nominiert.
Von 1997 bis zu ihrer Auflösung 1998 war Arabadschiew Mitglied der Europäischen Kommission für Menschenrechte, einem Organ des Europarats. Im Jahr 2000 war er zudem Mitglied einer unabhängigen Expertengruppe, die vom Generalsekretär des Europarats eingesetzt wurde, um die Situation politischer Gefangener in Armenien und Aserbaidschan zu untersuchen.
Politisch war Arabadschiew als Abgeordneter zur bulgarischen Nationalversammlung für die Koalition für Bulgarien tätig. Von 2001 bis 2006 war er dabei unter anderem stellvertretender Vorsitzender des Ausschusses für Menschenrechte und Glaubensgemeinschaften, Mitglied des Ausschusses für Europäische Integration sowie Mitglied der Delegation des bulgarischen Parlaments zur Parlamentarischen Versammlung des Europarates, wo er Mitglied des Ausschusses für Rechtsfragen und Menschenrechte war. Von 2002 bis 2003 war Alexander Arabadjiev als von der bulgarischen Nationalversammlung Entsandter auch Teilnehmer am Europäischen Konvent.
Mit 12. Januar 2007 wurde Arabadschiew nach dem EU-Beitritt Bulgariens am 1. Januar 2007 auf Vorschlag der bulgarischen Regierung zum Richter am Europäischen Gerichtshof berufen. Für Bulgarien fungiert Arabadschiew zudem als Beobachter im Europäischen Parlament und in dessen Rechtsausschuss.